# Scelodonta
Scelodonta is een geslacht van kevers uit de familie bladkevers (Chrysomelidae).
De wetenschappelijke naam van het geslacht werd in 1837 gepubliceerd door John Obadiah Westwood.

## Soorten
- Scelodonta vietnamica Eroshkina, 1988